# Цигаја овца
Овца цигаја донесена је у 18. вијеку из Румуније у Војводину и Славонију, гдје се даље узгајала као чистокрвна линија, али и укрштала с домаћом праменком и другим пасминама, нпр. мерино-овцом.
Цигаја је прилично велика овца (женка до 50 kg, мужјак до 70 kg), отпорна и чедна што се крме тиче. Добра је у месу, а вуне даје просјечно 2,5 kg, која је подесна за прераду и боље сукно. Селекцијом се може побољшати квалитет вуне.